# Bad Guy (låt)
Bad Guy är en låt framförd av den amerikanska sångerskan Billie Eilish. Låten skrevs av Eilish och hennes bror Finneas O'Connell. Den återfinns på albumet When We All Fall Asleep, Where Do We Go?.
Låten har streamats över 1 miljard gånger på Spotify.
Låten har blivit sedd 1 miljard gånger på youtube.

## Musikvideon
Låtens musikvideo laddades upp på YouTube den 29 mars 2019 och hade visats över 950 miljoner gånger den 26 oktober 2020.